# Resan till Rom
Resan till Rom från 1929 är den femte och sista novellsamlingen av Hjalmar Söderberg. Samlingen är varierad till sitt innehåll med bland annat historiska motiv och inslag av saga, reseskildring och kåseri.

## Handling
Titelnovellen i Resan till Rom är en av Söderbergs längsta noveller, över 60 sidor i originalutgåvan. Ett slag övervägde författaren att "den borde bli en liten bok för sig". Novellen fick formen av en dagbok, förd av en ung svensk präst på resa genom Europa. Hans omvändelse till katolicismen vid ankomsten till Rom medför att han går i kloster. Trots att Hjalmar Söderberg var ateist, hyste han aktning för den kristet troende Søren Kierkegaard. Inte minst beundrade han dennes motstånd mot allsköns hyckleri. I novellen Resan till Rom kallas Kierkegaard för "denna villfarande ande, som dock har sagt så mycket träffande och sant om kyrka och präster".

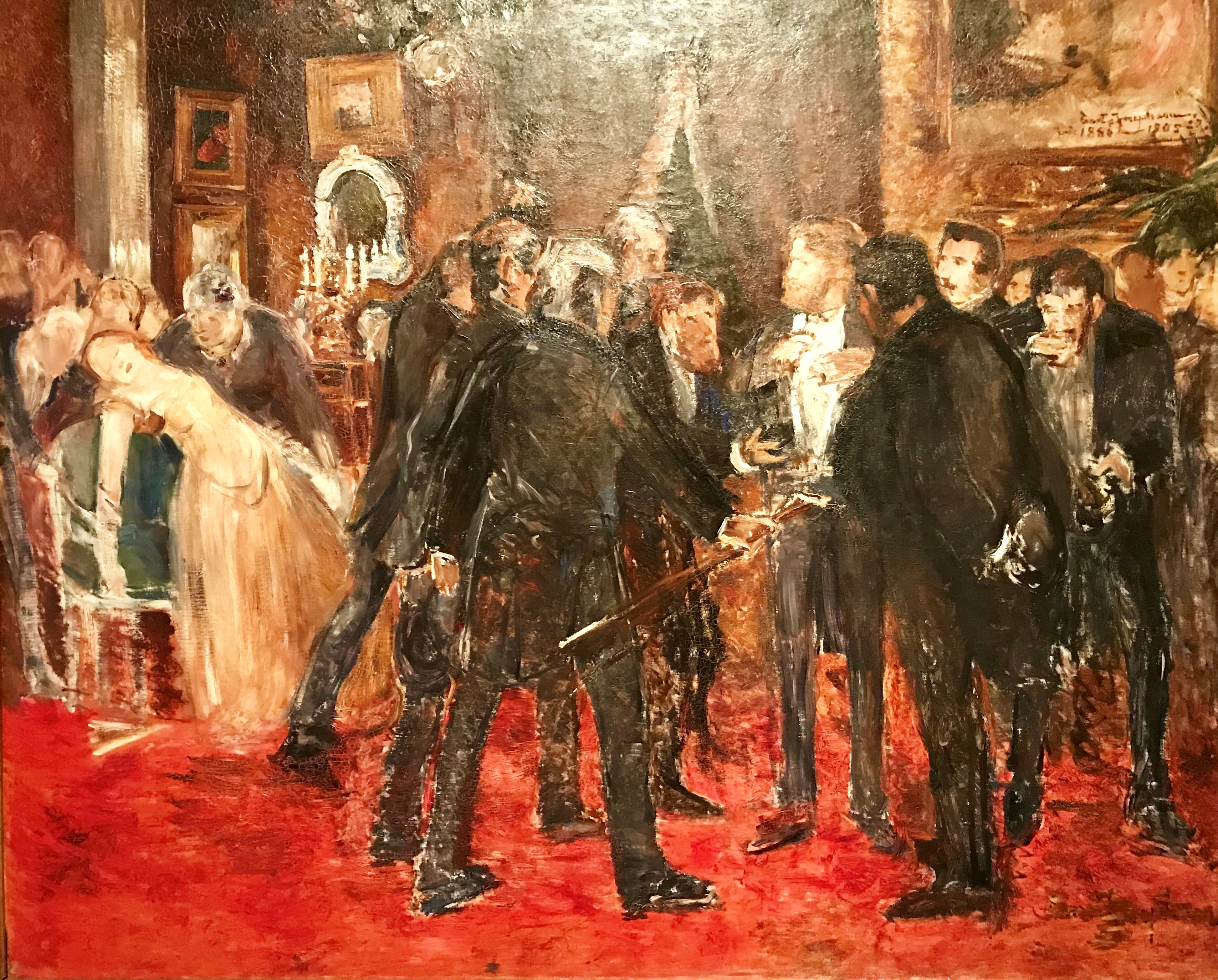
Vid en bjudning på sommarhuset vid Starnberger See inträffar en händelse liknande En skandal i societeten. Denna målning av Ernst Josephson lämnades ofärdig 1905 – långt innan novellsamlingen Resan till Rom kom ut.

De väsentliga avsnitten i den långa novellen Resan till Rom handlar om den förlovade svenske prästen Lennart och hans dansk-tysk-italienska resa. Resan påbörjas i Stockholm och går med tåg till Helsingborg med övernattning på Hotell Mollberg och dagen därefter med hjulångare till Helsingör. Sedan fortsätter resan med tåg till Hamburg, som nås den 3 augusti och dagen därpå till Köln i två dagar, 6–7 augusti. Till Frankfurt am Main kommer prästen Lennart den 11 augusti. Efter en flodfärd på Rhen med den gamle skolkamraten Lukas Göransson förbi Loreleiklippan, dock utan att se denna, kommer han till Mainz. Därefter är det ett långt uppehåll i München under tio dagar, från den 15 till den 25 augusti. Här sker ett besök vid Starnberger See hos kvinnan Ellen Blücher, som Lennart varit förälskad i under sin ungdom. Hon är numera gift med en äldre man, doktor R. von Briemisch, och bosatt i München med sommarhus vid Starnbergsjön. Under en bjudning i sommarhuset inträffar en händelse, som starkt påminner om Ernst Josephsons En skandal i societeten eller Falskspelaren. Några dagar senare besöker prästen Lennart en expositionslokal i München för de döda av högre klass. Där sjunker han ner på knä. Ellen har hastigt avlidit och han ber för hennes själ.

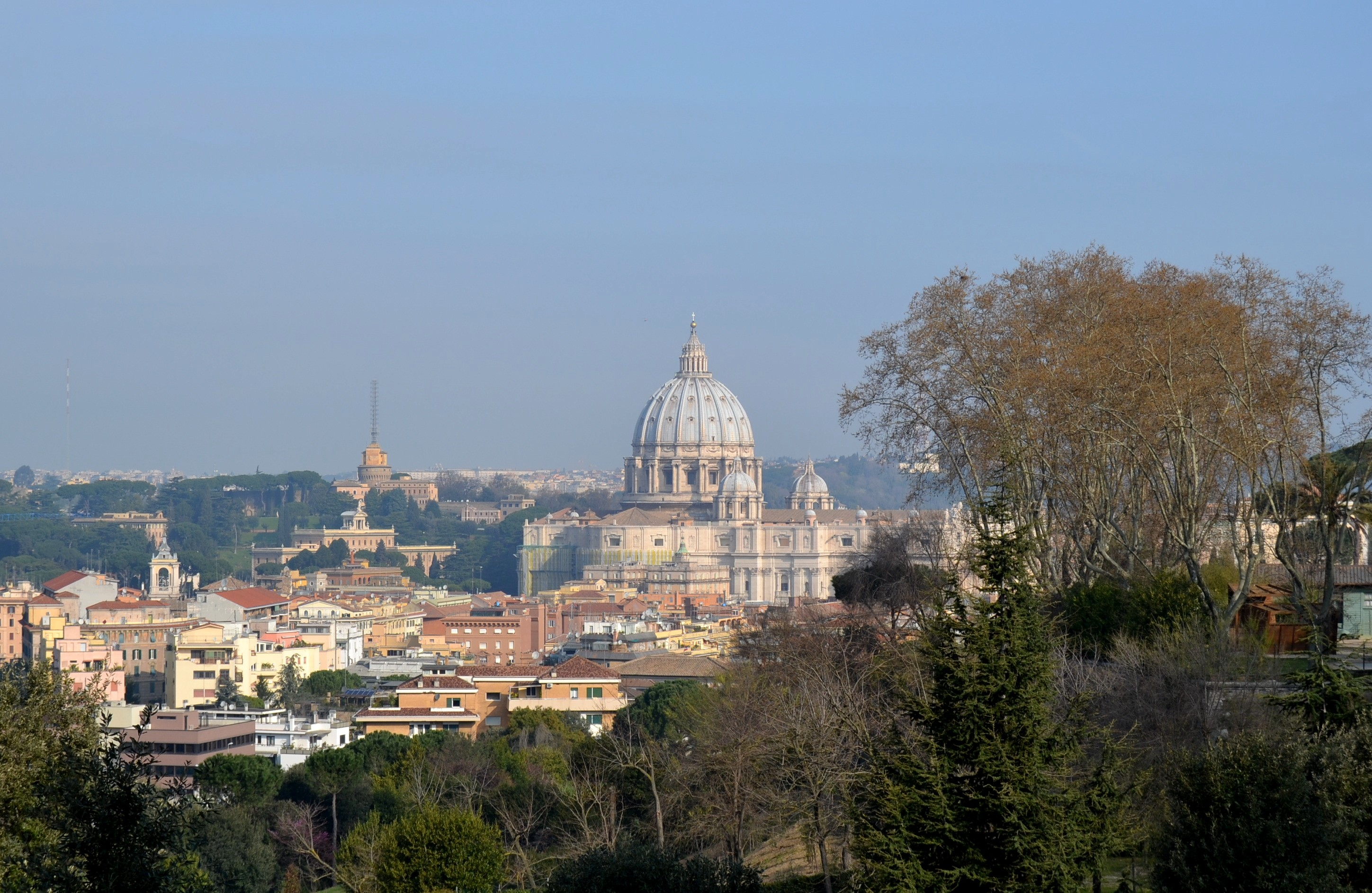
Rom, den eviga staden, och slutmålet för resan med Peterskyrkan sedd från Gianicolo-kullen.

Färden avslutas fem veckor senare den 2 oktober i Rom utan att passera varken Wien eller Venedig och utan någon avstickare till Paris. Den tidigare prästen, numera munken, Lennart skriver från Rom: "Från och med i morgon blir klostercellen mitt hem." Lennart bryter därmed sin förlovning med fästmön Stella i hemlandet. – "Farväl, Stella, och Ave Stella claritatis!" (Farväl, Stella – och var hälsad du ljusa stjärna.)
Om man vill se något gemensamt mönster i de tyska historierna, kan man möjligen tala om en återkommande undran, en känsla av tillvarons och människornas besynnerlighet, rapporter om det absurda eller oförklarade. Söderberg fortsatte därmed, att möta nya intryck av livets oberäknelighet.
Novellerna Aprilviolerna och Kyrkogårdsarabesk har ett visst biografiskt intresse. I novellen Kyrkogårdsarabesk tecknar Söderberg ett särskilt porträtt av vännen Henning Berger. I En okänd soldat, likt titelnovellen i dagboksform, utspelas händelserna under franska revolutionen. Charlotte Corday, den unga kvinna som mördade Jean Paul Marat, är föremål för dagboksskrivarens obesvarade kärlek.

## Innehåll

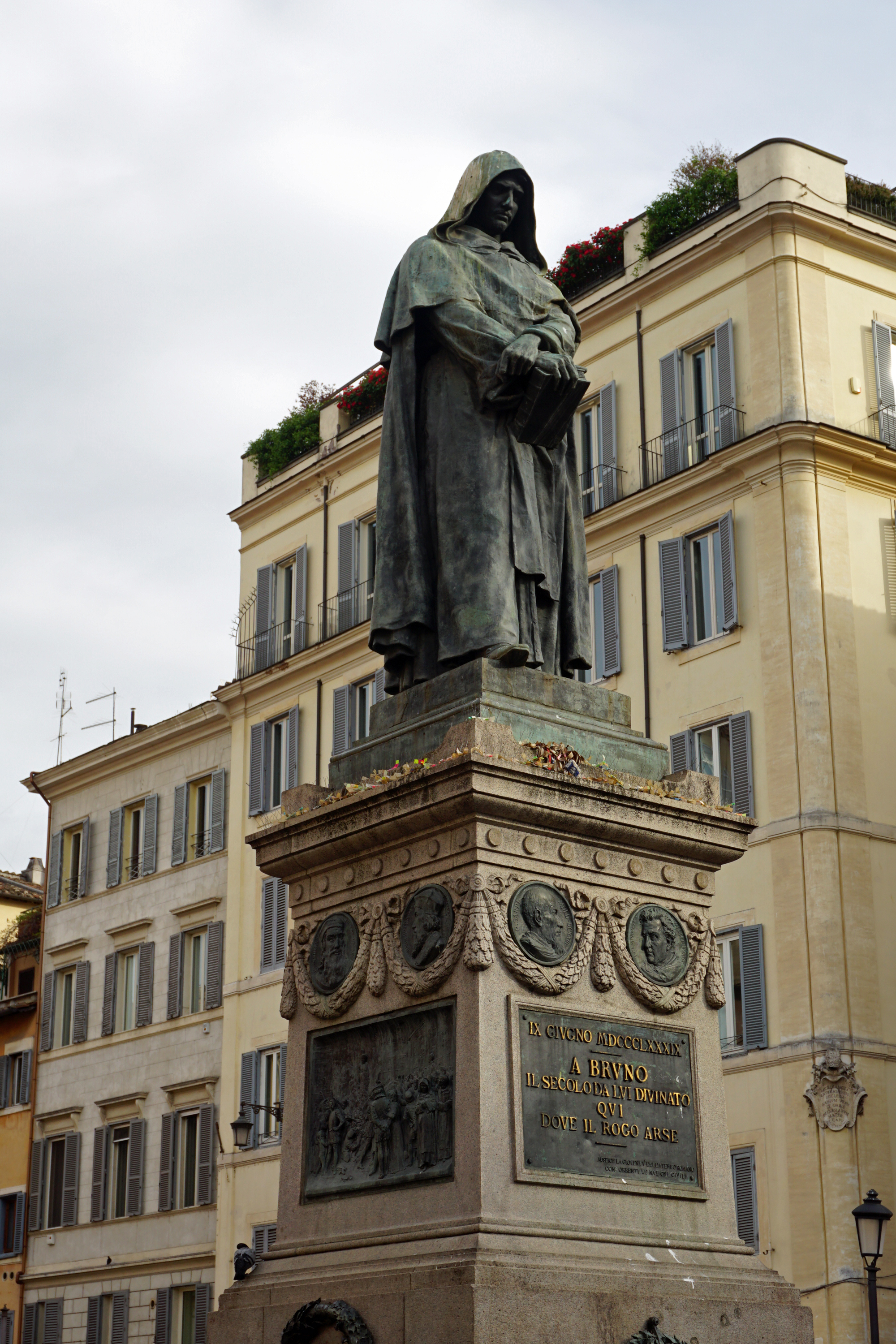
Giordano Bruno-monumentet på Piazza Campo de’ Fiori i Rom.

Samlingen innehåller följande nio noveller:
- Resan till Rom (nov 1929), skriven för samlingen.
- Aprilviolerna (1922), Vintergatan (kalender).
- Skalden Jubalak (1926), Från vänkretsen till K.G. Ossiannilsson på femtioårsdagen.
- Misstagssonaten (dec 1925), Göteborgs Handels- och Sjöfartstidning (GHT).
- Åge (feb 1916), Bonniers månadshäften.
- Så sant mig Gud hjälpe... (juni 1914), Söndags-Nisse.
- Paraplyn (juli 1915), StT.
- En okänd soldat (dec 1927), Göteborgs Handels- och Sjöfartstidning (GHT), julnummer.
- Kyrkogårdsarabesk (1924), Boken om Henning Berger.[9]

## Kommentar om novellsamlingarna
Novellsamlingen Resan till Rom med nio noveller blev den avslutande novellsamlingen av Hjalmar Söderberg. I de sex samlingarna publicerades sammanlagt 74 olika noveller mellan åren 1898 och 1929. Senare efterforskningar av Björn Sahlin och Nils O. Sjöstrand visar, att Söderberg skrev ytterligare omkring 30 unika noveller under tidsperioden 1887–1896.
Sammantaget uppgår antalet kända noveller till över 100 under en tidsrymd av 42 år.